# Тришин, Сергей Алексеевич
Сергей Алексеевич Тришин (род. 12 декабря 1984, Лосино-Петровский, Щёлково (городской округ)) — российский регбист, центровой; тренер.

## Биография
Выступает за команду «ВВА-Подмосковье», капитан клуба. Выступал на правах аренды за «Енисей-СТМ» в матчах Европейского кубка вызова сезонов 2017/2018 и 2018/2019.
В сборной России дебютировал 12 ноября 2005 года против Чехии, сыграл 56 матчей и набрал 25 очков благодаря 5 попыткам. Числился в заявке на Кубок мира 2011 года, сыграл один матч против Ирландии. Участник серии тест-матчей осенью 2018 года против клуба «Ньюпорт Гвент Дрэгонс», сборных Намибии и Японии. В 2019 году включён в расширенный список кандидатов на поездку на Кубок мира в Японии, но в окончательную заявку не попал.